# Clayhidon
Clayhidon lub Clayheadon' – wieś i civil parish w Anglii, w Devon, w dystrykcie Mid Devon. W 2011 civil parish liczyła 473 mieszkańców. Clayhidon jest wspomniana w Domesday Book (1086) jako Hidone/Hidona.